# Тенста (станция метро)
Тенста (швед. Tensta) — станция Стокгольмского метрополитена. Расположена на Синей линии между станциями «Юльста» и «Ринкебю», обслуживается маршрутом Т10.
Tensta — станция на синей линии стокгольмского метро и находится между станциями Rinkeby и Hjulsta, расположена в районе Tensta. Открытие состоялось 31 августа 1975 года. Расстояние от начала маршрута — станции Kungsträdgården составляет 13.5 км. Обладает залом пещерного типа и залегает на глубине 20-22 метров под землёй.
Художественное оформление станции выполнено художницей и скульптором Хельгой Хеншен. Станция расписана надписями на разных языках, стихами, рисунками в виде цветов и животных. Тема животных также присутствует в скульптурных композициях. На платформе северного направления размещены плакаты, где на 18 языках написано слово «Солидарность».

## Галерея

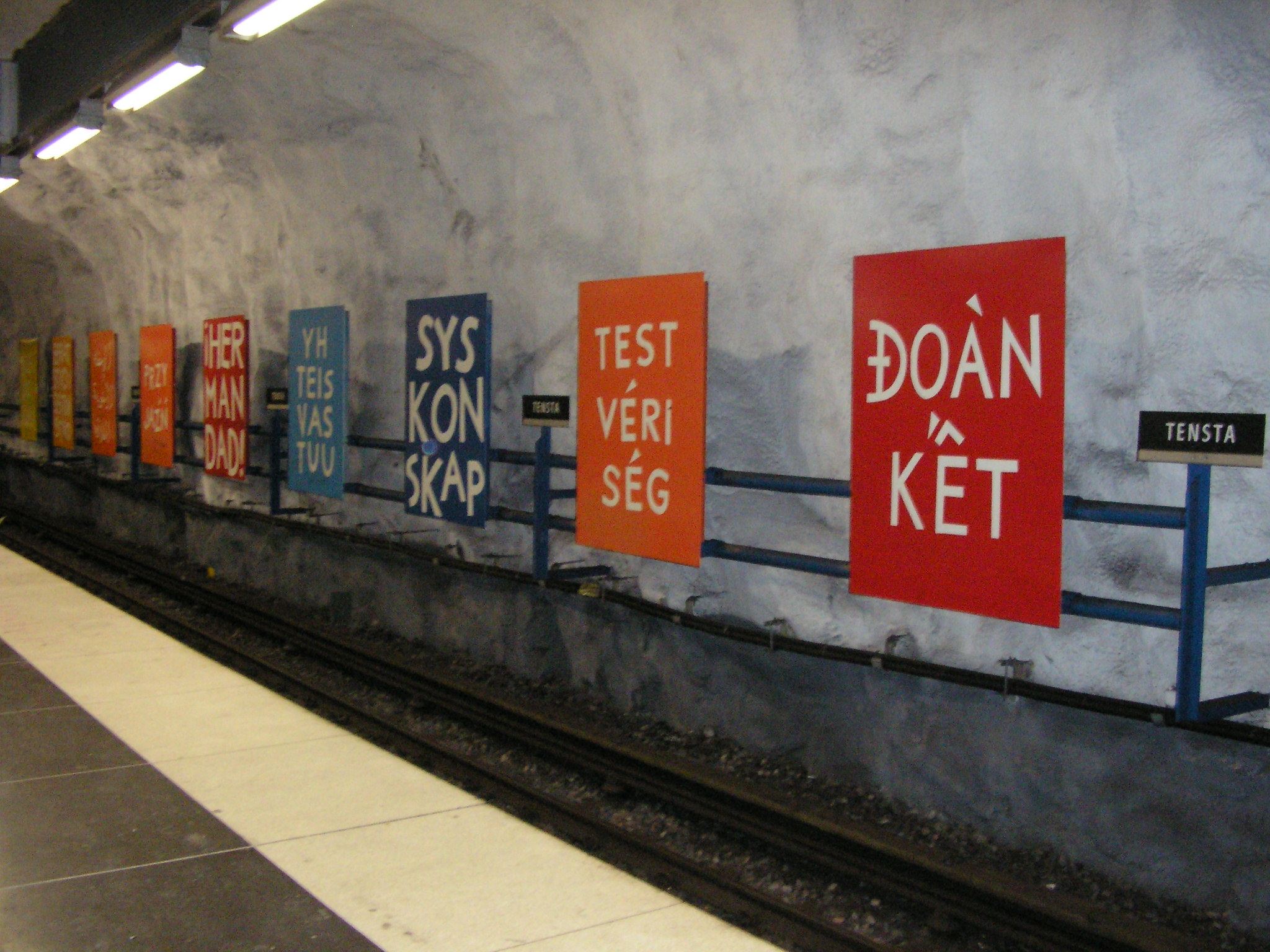
Посадочная платформа
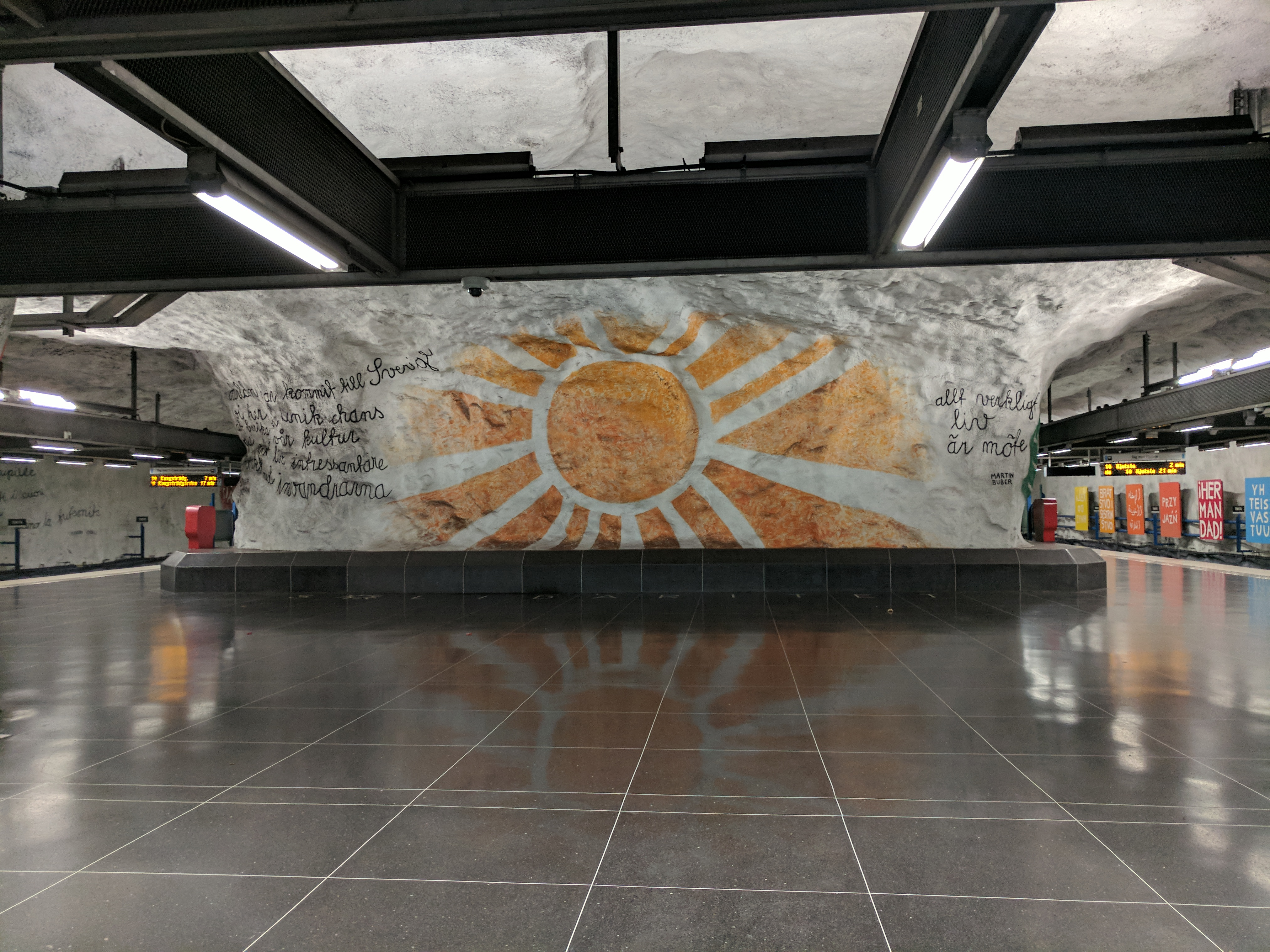
Зал станции, 2 сентября 2017 года
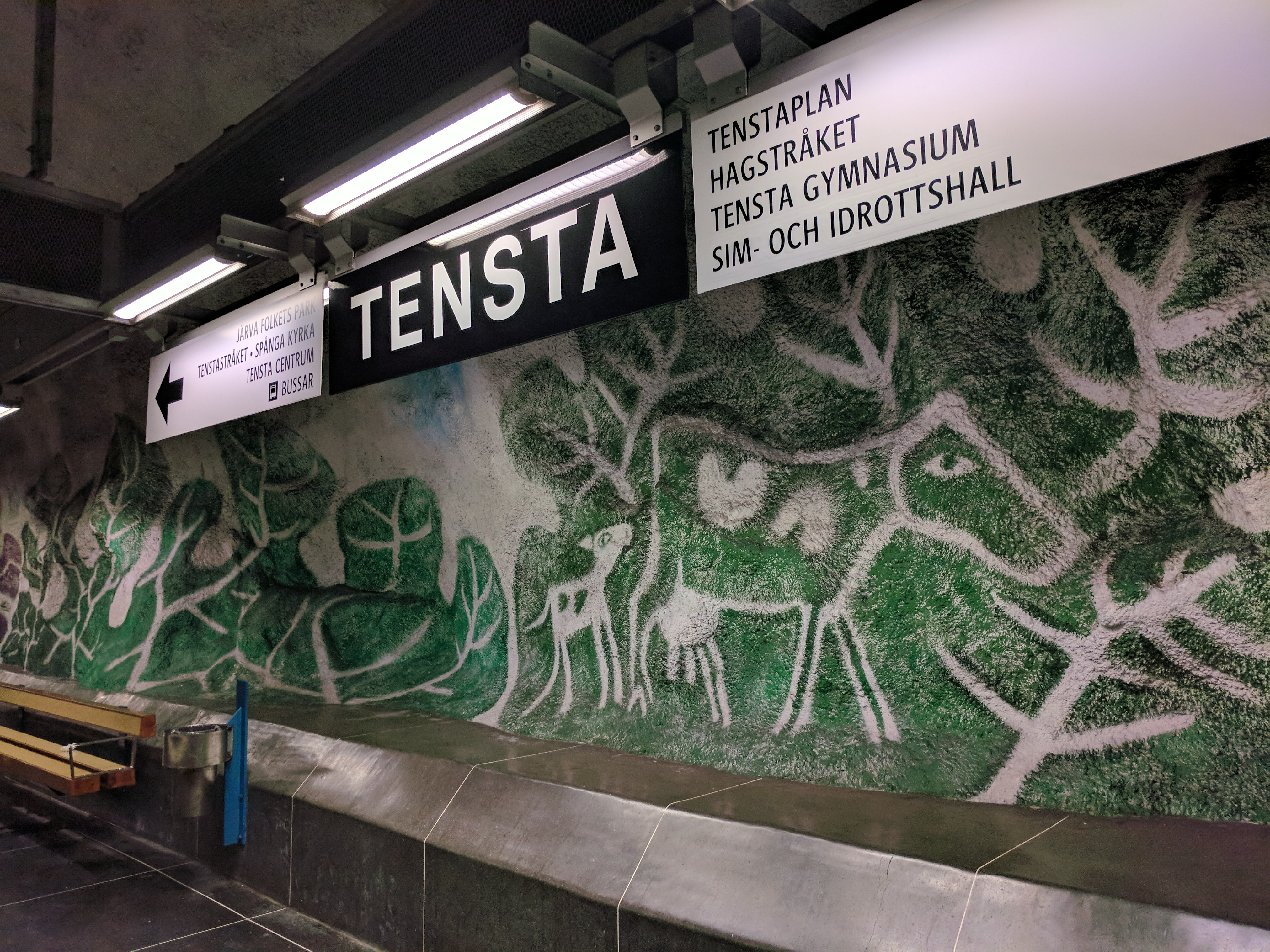
Художественное оформление
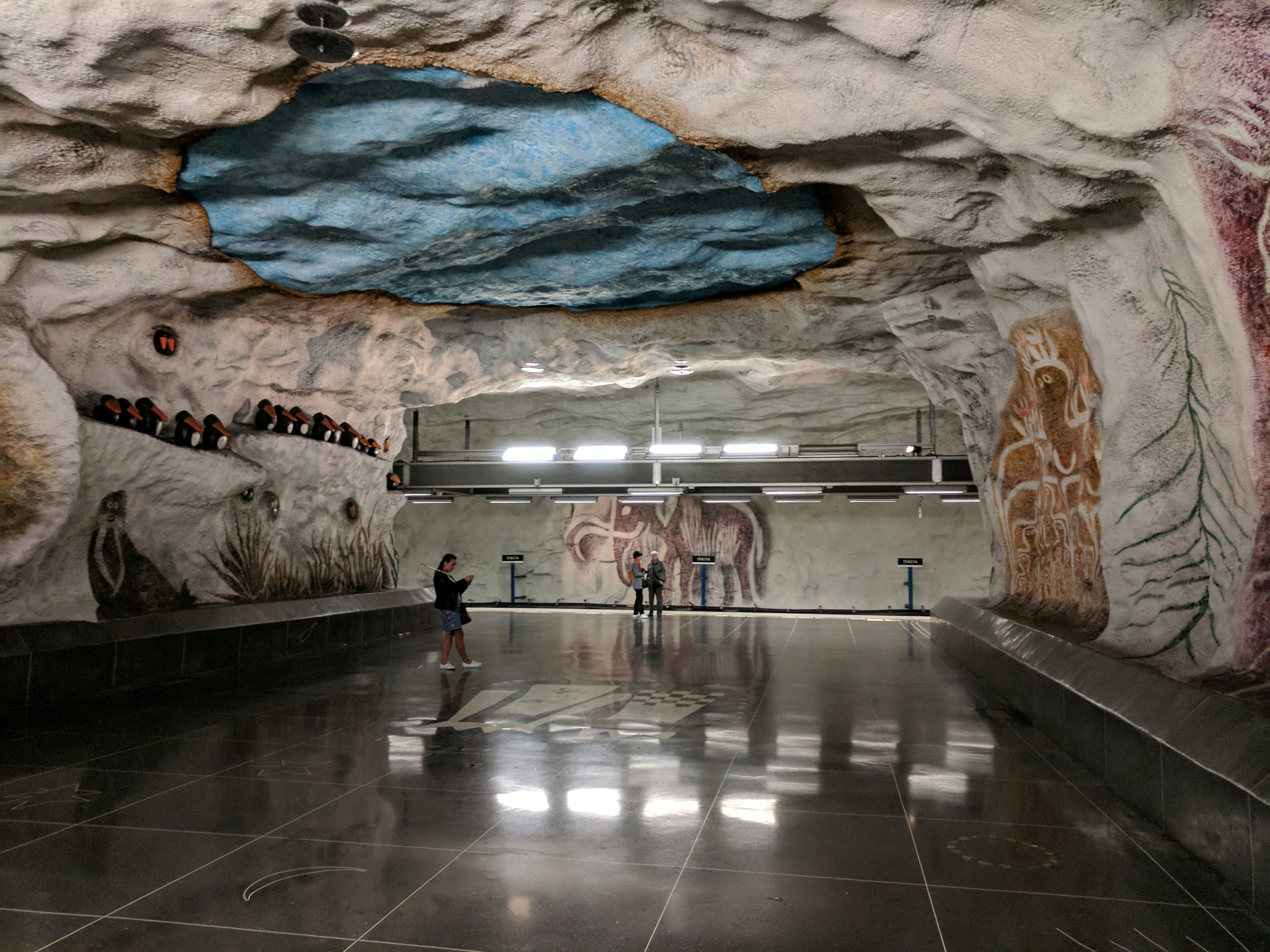
Коридор между платформами
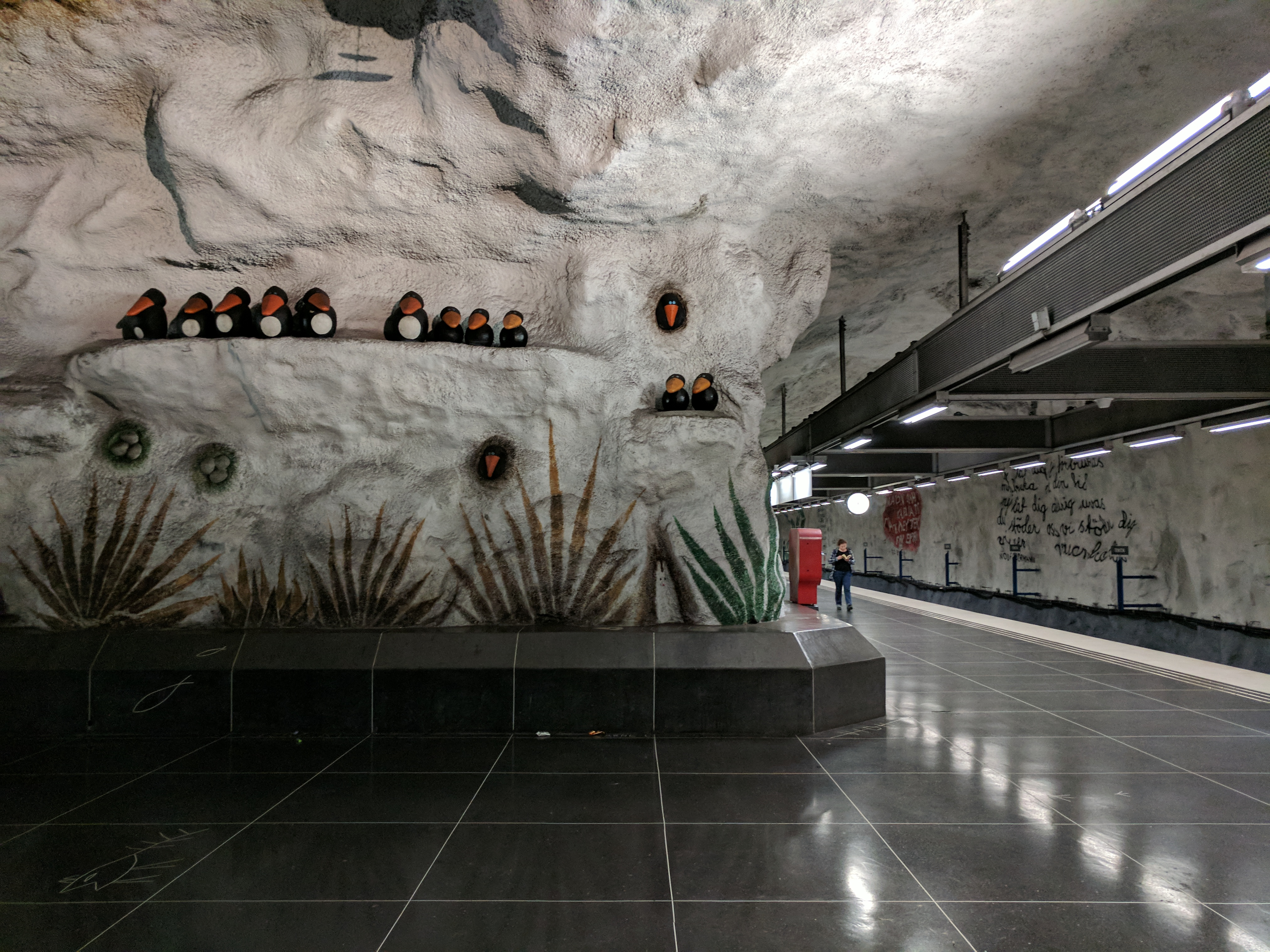
Посадочная платформа